# Radkiejmy
Radkiejmy [ratˈkʲɛi̯mɨ] (tiếng Đức: Radtkehmen, 1938-1945 Wittrade) là một ngôi làng thuộc khu hành chính của Gmina Banie Mazurskie, thuộc huyện Gołdapski, Warmińsko-Mazurskie, ở phía bắc Ba Lan, gần biên giới với tỉnh Kaliningrad của Nga. Nó nằm khoảng 9 kilômét (6 mi)   phía bắc Banie Mazurskie, 16 km (10 mi) về phía tây của Gołdap và 119 km (74 mi) về phía đông bắc của thủ đô khu vực Olsztyn.
Trước năm 1945, khu vực này là một phần của Đức (Đông Phổ).